# Queen's Cross Church de Glasgow
Ne doit pas être confondu avec Queen's Cross Church d'Aberdeen.
Queen's Cross Church est une ancienne église paroissiale presbytérienne de l'Église d'Écosse située à Glasgow en Écosse. C'est la seule église conçue par Charles Rennie Mackintosh à avoir été construite, d'où son surnom d' « église Mackintosh ». Après son démantèlement dans les années 1970, l'église est devenue le siège de la Charles Rennie Mackintosh Society, qui la possède et l'exploite comme site touristique. L'église est listée en catégorie A des monuments classés d'Écosse, soit un édifice d'importance nationale ou internationale et exemple pertinent d'un style spécifique.

## Histoire
En 1896, la Free Church of St Matthew de Glasgow commande une nouvelle église à l'agence d'architecture Honeyman and Keppie. L'édifice doit être situé dans le quartier en développement de Springbank, près de Maryhill. John Honeyman a confié cette tâche à son jeune et prometteur architecte stagiaire, Charles Rennie Mackintosh. L'église tient son premier service le 10 septembre 1899.
Bien qu'il ait conçu une cathédrale anglicane pour Liverpool dans le cadre d'un concours, celle-ci n'a jamais été construite. Ainsi Queen's Cross est la seule église de Mackintosh qui ait vu le jour. La construction a commencé peu de temps après que Mackintosh ait terminé la conception de son concours pour la Glasgow School of Art]. l'édifice est construit à l'intersection de Garscube Road et Maryhill Road.

## Reconversion
Après le démantèlement de l'église dans les années 1970, contrairement à de nombreuses églises qui ont été converties en théâtres, en appartements ou démolies, et en raison de la popularité du travail de Mackintosh, l'église est devenue le siège de la Charles Rennie Mackintosh Society. Cet organisme possède et exploite l'église comme attraction touristique depuis 1999. 
La salle paroissiale attenante dispose d'un salon de thé et d'un espace d'exposition sous le balcon avec de nombreux artefacts, y compris des répliques des chaises que Mackintosh a conçu pour le salon de thé Willow Tearooms.

## Galerie

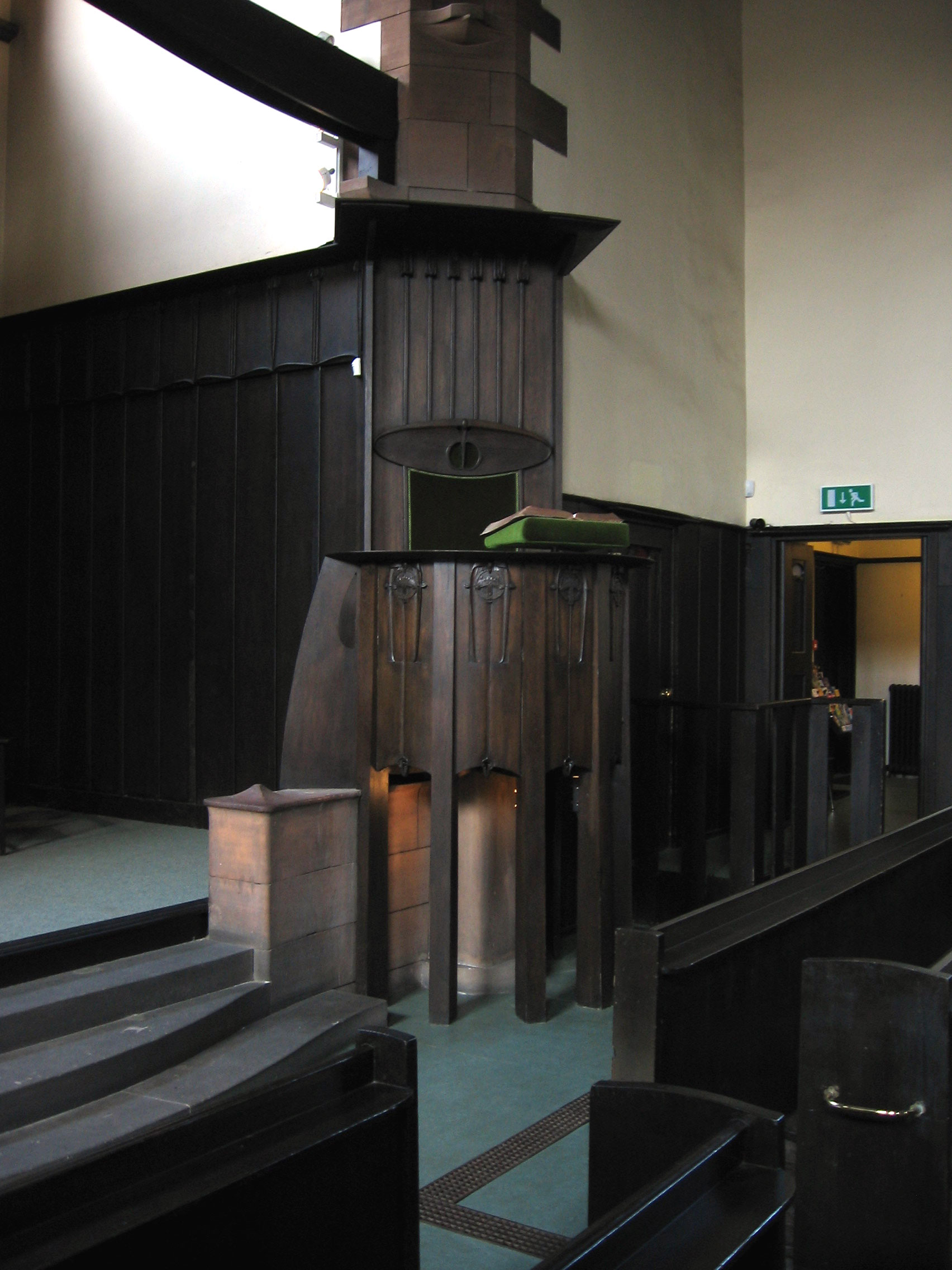
Chaire
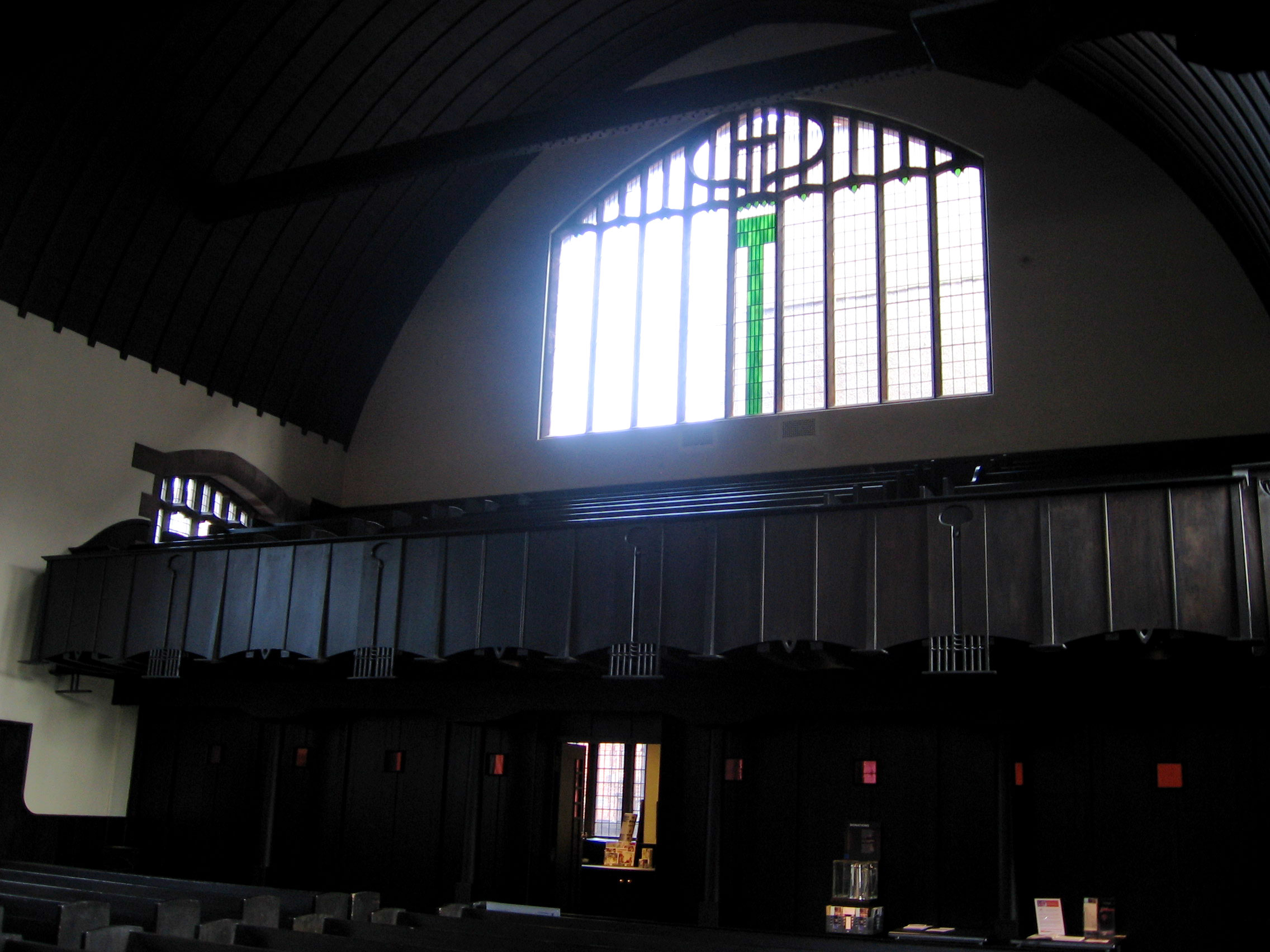
Fenêtre est donnant sur le balcon principal
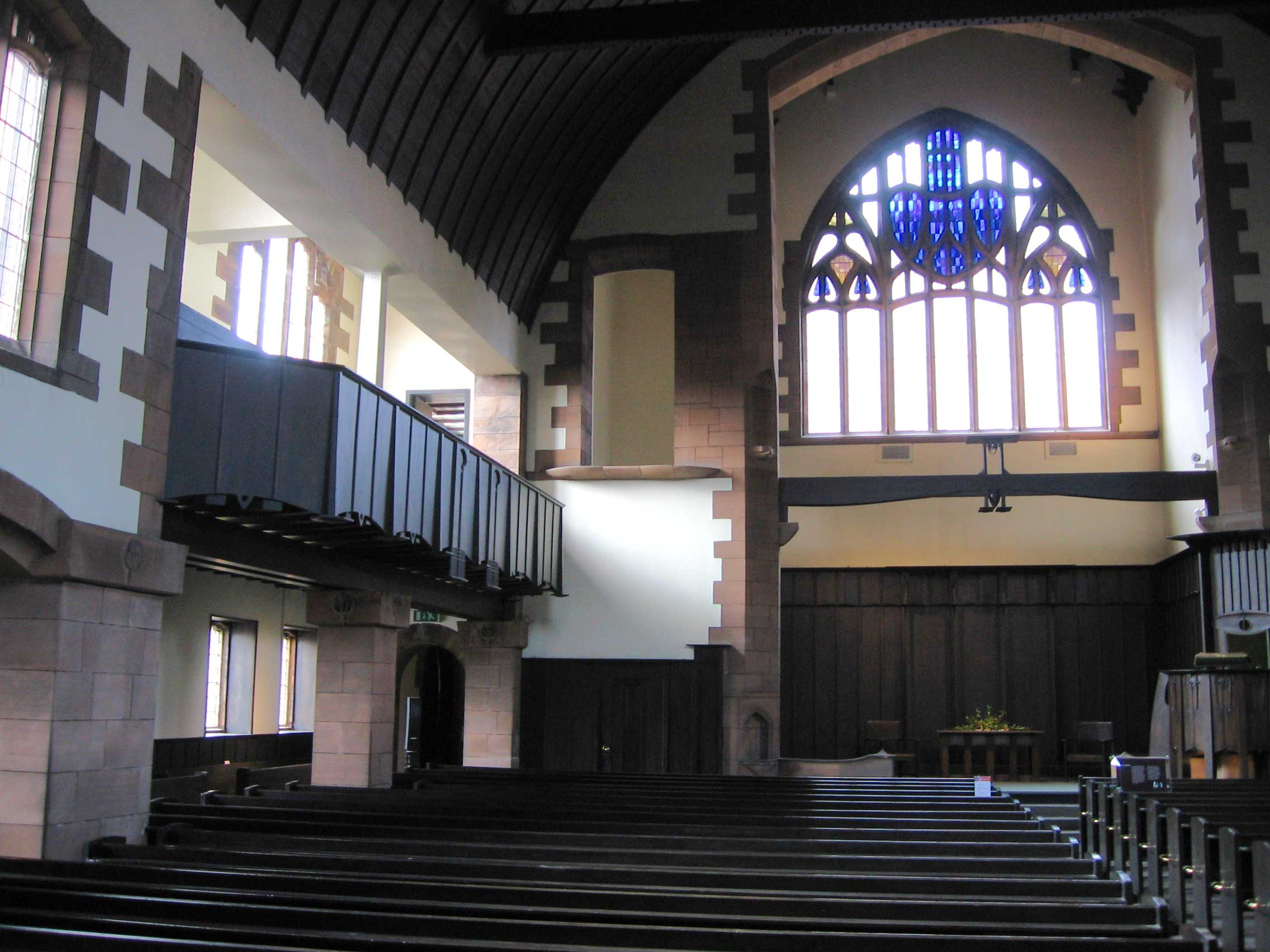
Aile sud et fenêtre ouest
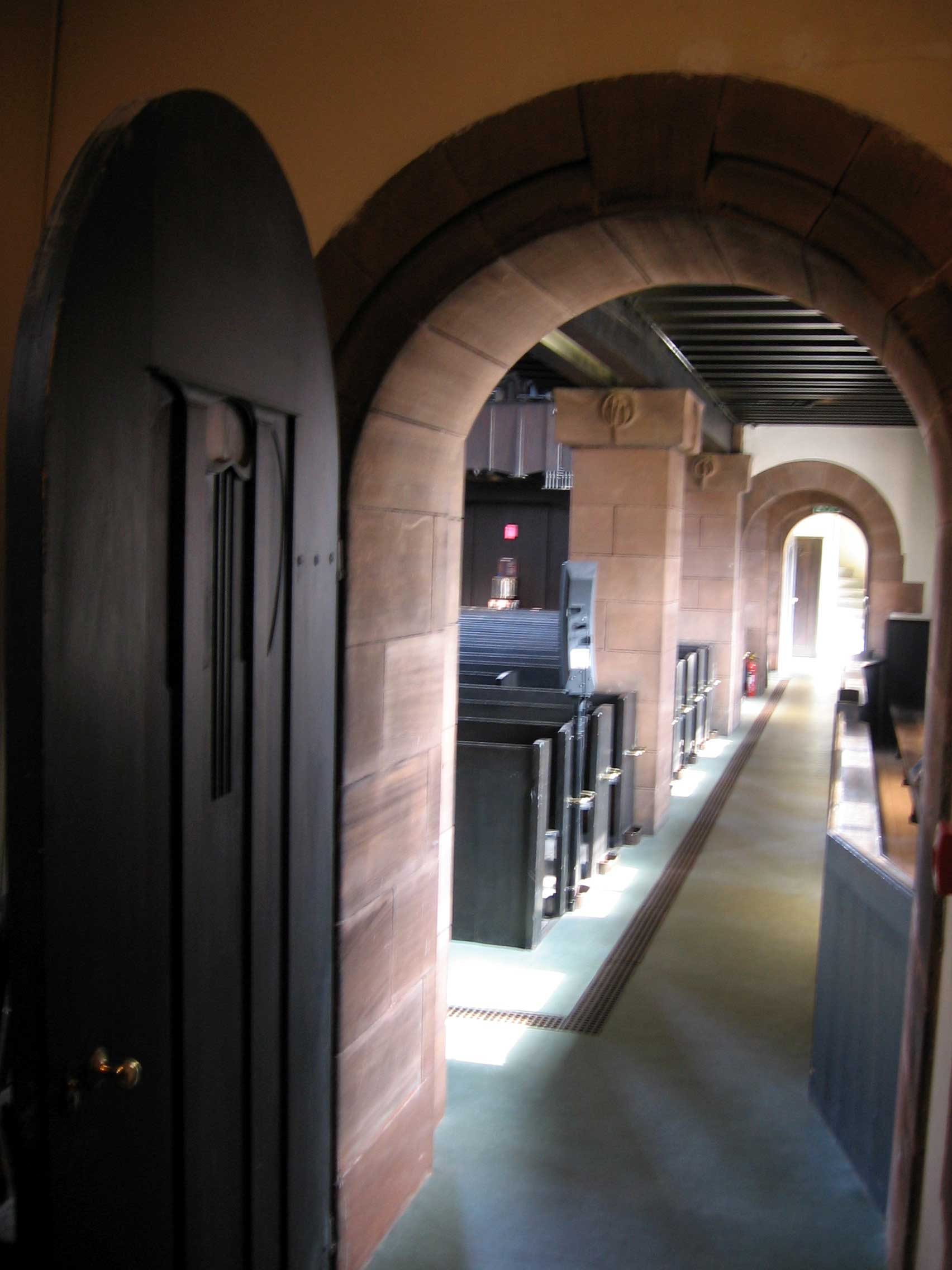
Aile sud
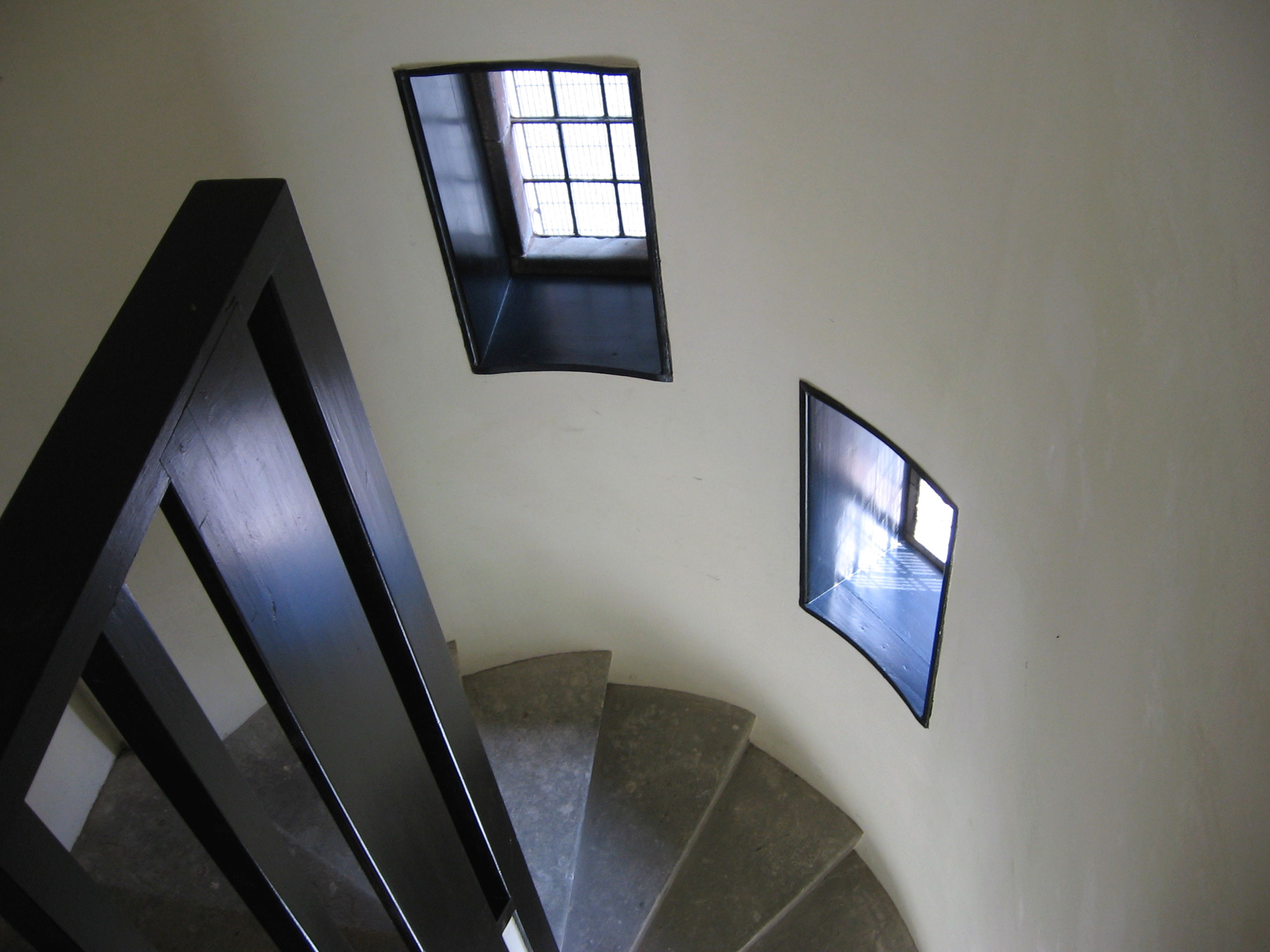
Escalier est
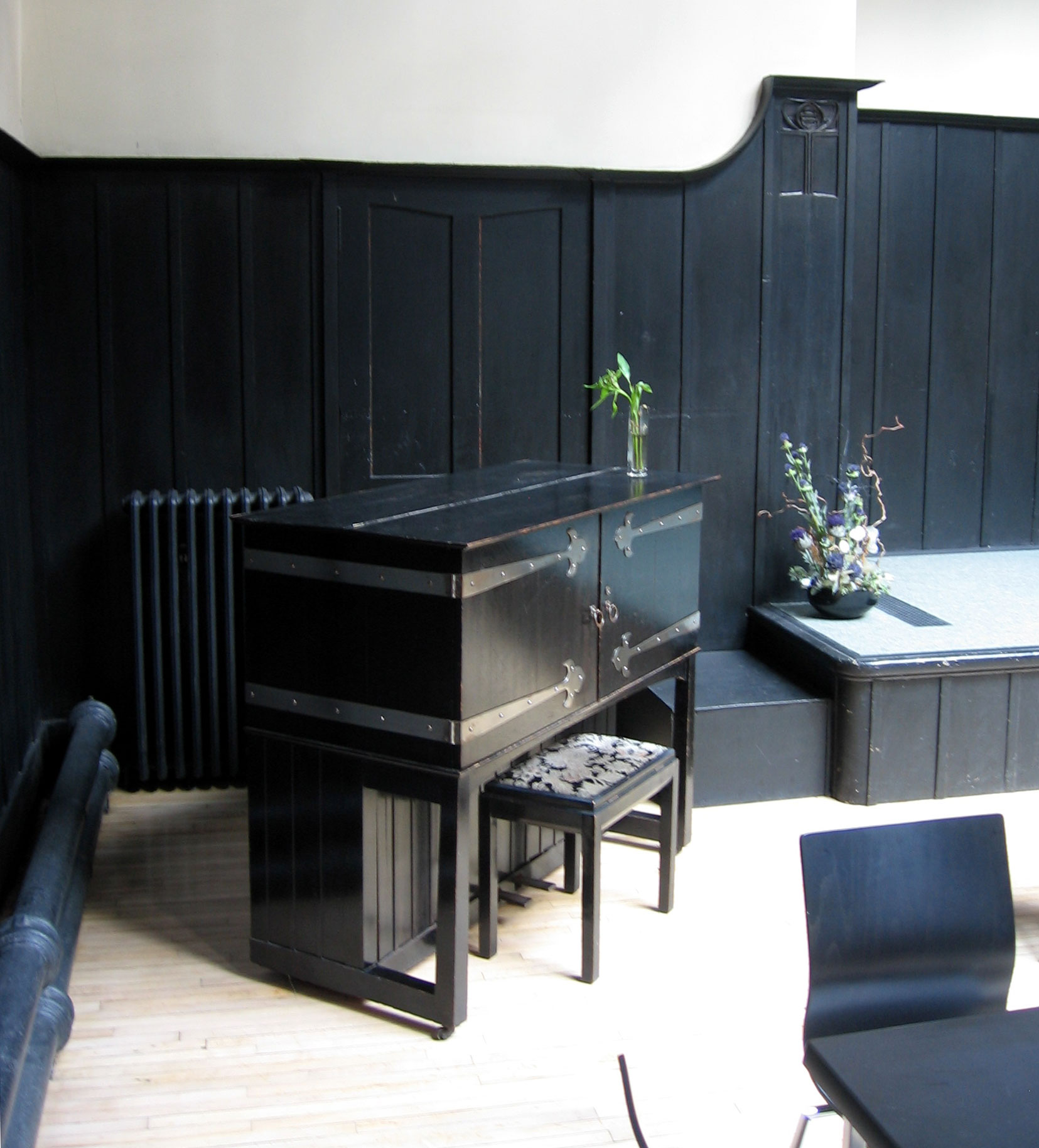
Piano